# Eksie Ou
Albums de Jack Parow
Jack Parow
(2010)
Eksie Ou est le second album du rappeur sud-africain Jack Parow, sorti en 2011. Une édition spéciale est sortie en 2012.

## Liste des pistes
1. Eksie Ou - 4:15
2. Hos Tokolosh feat. Gazelle - 3:54
3. Laat Ons Suip - 3:38
4. Afrikaans Is Dood - 4:34
5. Welkom Terug feat. Pierre Greeff - 3:59
6. Biscuits & Biltong feat. David Kramer - 3:25
7. Katerien - 4:09
8. Hard Partytjie Hou feat. Francois Van Coke - 4:23
9. Bons feat. Haezer - 4:16
10. Spring Moederfokker feat. P.H.Fat - 3:45
11. Move Like A Monster feat. Sibot - 4:16
12. Last Laugh - 4:16